# James Ward (pittore)
James Ward (Londra, 23 ottobre 1769 – Cheshunt, 17 novembre 1859) è stato un pittore e incisore inglese.

## Biografia
Nato a Londra, fratello minore dell'incisore William Ward, James Ward subì l'influenza di vari artisti, ma la sua carriera è solitamente suddivisa in due periodi: fino al 1803 si ispirò all'opera del cognato George Morland; successivamente a Rubens. Dal 1810 circa, Ward iniziò a dipingere i cavalli all'interno di vedute paesaggistiche, un po' più tardi prese a dipingere ampi paesaggi, di cui Gordale Scar (Tate Gallery, Londra), completato nel 1814, resta un esempio della categoria del sublime ed è considerato il suo capolavoro ed un capolavoro della pittura romantica inglese.

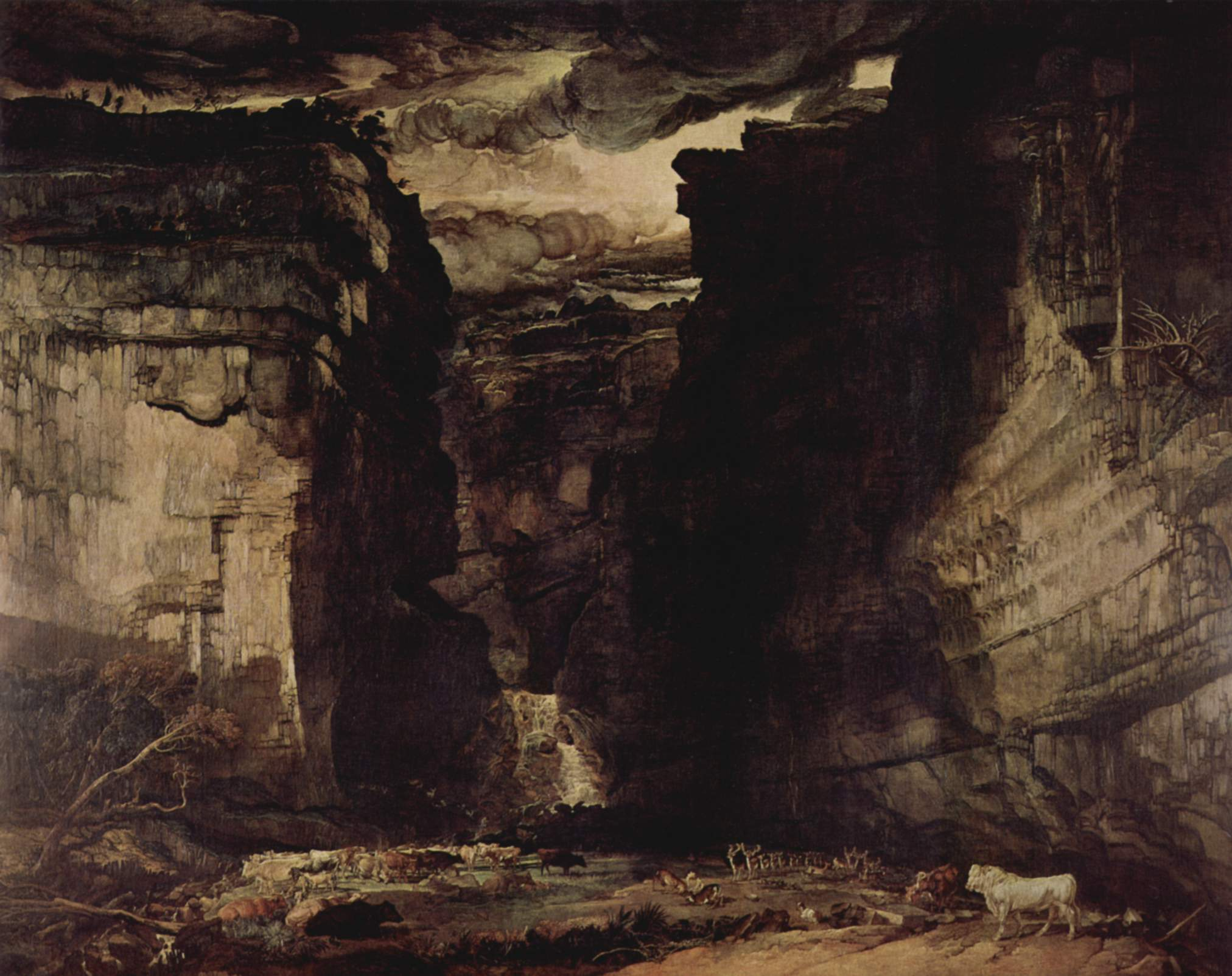
Gordale Scar, 1812-14

Ward dedicò gran parte del periodo 1815-1821 a dipingere una gigantesca opera intitolata Waterloo Allegory (non giunta a noi); quest'opera non fu molto apprezzata né portò per Ward l'introito che aveva sperato. Questa esperienza, unita alla perdita della prima moglie e di una figlia prostrò l'artista. Come molti artisti del tempo, Ward cercò presso personaggi benestanti commissioni per dipingere quadri dei loro cavalli preferiti, dei loro cani da caccia o dei loro figli.
Una di queste famiglie che Ward ritrasse più volte e che annoverò tra i suoi amici, fu la famiglia Levett di Wynchnor Park nello Staffordshire. Uno dei ritratti più noto dipinto da Ward fu "Theophilus Levett Hunting at Wychnor, Staffordshire" del 1817. Un altro dipinto del 1811 si intitolava "The Reverend Thomas Levett and His Favourite Dogs, Cock-Shooting." Ward dipinse anche un gruppo con i tre figli di Levett—John, Theophilus e Frances.

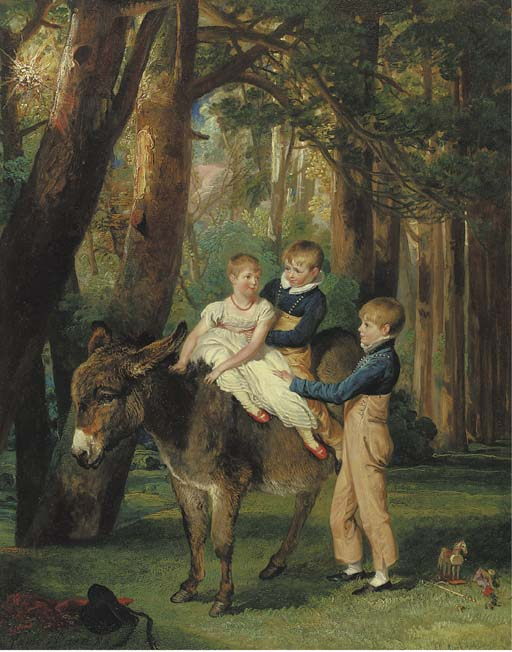
The Levett Children, 1811

Nel 1830, Ward si trasferì a Cheshunt (Hertfordshire) con la seconda moglie, continuò a lavorare dipingendo specialmente temi religiosi. Un ictus pose fine al suo lavoro e morì nel 1855 in totale povertà.
James Ward fu uno dei sommi artisti del suo tempo, il suo stile singolare e la grande capacità lo posero al di sopra della maggior parte dei suoi contemporanei esercitando un notevole influsso sulla crescita dell'arte inglese. Come uno dei grandi pittori di animali del suo tempo, James Ward produsse dipinti a soggetto storico, ritratti e paesaggi. Egli iniziò la sua carriera come incisore, sotto la guida del fratello William, che in seguito incise molte delle opere di James. La collaborazione fra William e James Ward diede il meglio che l'arte Inglese potesse offrire, la loro grande abilità tecnica e artistica produsse immagini che riflettono la grazia e il fascino di un'epoca. Nel 1811, James Ward fu ammesso nella Royal Academy.

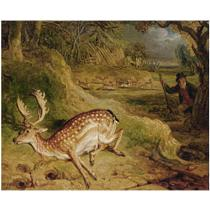
The deer stealer, 1828

Uno dei dipinti più noti di Ward, The Deer Stealer, fu commissionato nel 1823 per la cifra di 500 ghinee dal mecenate di Ward, Theophilus Levett. Quando il dipinto fu completato, Levett si disse deliziato dal risultato e di conseguenza aumentò il compenso a 600 ghinee. Successivamente è stato detto che a Ward vennero offerte per il dipinto 1 000 ghinee da un nobiluomo, ma l'artista rifiutò. Il dipinto è oggi presso la Tate Gallery di Londra.

### Discendenza
James Ward sposò in prime nozze Charlotte Fritche; rimasto vedovo, sposò Emma Louise, dalla quale ebbe due figli:
1. Matilda Ward
2. George Raphael Ward (1798-1879)[8]

James Ward fu il nonno paterno della pittrice Henrietta Ward e il bisnonno di Leslie Ward, il famoso caricaturista della rivista Vanity Fair.